# Psicologia della pace
Per psicologia della pace si intende un'area distinta di studio e di intervento della psicologia che si sviluppò durante la guerra fredda, quando la corsa alle armi nucleari veniva vista come minaccia concreta alla sopravvivenza dell'umanità. In questo scenario, diversi psicologi si occuparono di orientare alcune delle loro ricerche ed attività verso programmi finalizzati a contribuire alla riduzione della possibilità di un conflitto nucleare.
Con il cessare della guerra fredda, rimase l'impegno di molti psicologi nella ricerca scientifica, nella formazione e nella promozione di interventi psicosociali orientati alla pace. Attualmente, la psicologia della pace si occupa sia della comprensione e dell'intervento relative a forme dirette di violenza, sia a forme di violenza sociale strutturale, ovvero una violenza che opera in modo indiretto, attraverso la deprivazione dei bisogni di base delle comunità sociali.